# Liste des planètes mineures (539001-540000)
Voici la liste des planètes mineures numérotées de 539001 à 540000. Les planètes mineures sont numérotées lorsque leur orbite est confirmée, ce qui peut parfois se produire longtemps après leur découverte. Elles sont classées ici par leur numéro.

## Planètes mineures 539001 à 540000
- (539001) 2016 KE10
- (539002) 2016 LX3
- (539003) 2016 LT11
- (539004) 2016 LH12
- (539005) 2016 LN12
- (539006) 2016 LS12
- (539007) 2016 LL22
- (539008) 2016 LB29
- (539009) 2016 LP36
- (539010) 2016 LQ36
- (539011) 2016 LQ38
- (539012) 2016 LR40
- (539013) 2016 LA50
- (539014) 2016 LX55
- (539015) 2016 LJ56
- (539016) 2016 LK56
- (539017) 2016 LM56
- (539018) 2016 LP56
- (539019) 2016 LV56
- (539020) 2016 LX56
- (539021) 2016 LY56
- (539022) 2016 LK57
- (539023) 2016 LM57
- (539024) 2016 LO57
- (539025) 2016 LT57
- (539026) 2016 LW57
- (539027) 2016 LN58
- (539028) 2016 LP58
- (539029) 2016 LR58
- (539030) 2016 LS58
- (539031) 2016 LU58
- (539032) 2016 LX58
- (539033) 2016 LY58
- (539034) 2016 LB59
- (539035) 2016 LC59
- (539036) 2016 LE59
- (539037) 2016 LG59
- (539038) 2016 LK59
- (539039) 2016 LT59
- (539040) 2016 LY59
- (539041) 2016 LU60
- (539042) 2016 LE61
- (539043) 2016 LM61
- (539044) 2016 LO61
- (539045) 2016 LG62
- (539046) 2016 LW62
- (539047) 2016 LQ63
- (539048) 2016 LZ63
- (539049) 2016 LF64
- (539050) 2016 LL64
- (539051) 2016 LW64
- (539052) 2016 LA65
- (539053) 2016 LC65
- (539054) 2016 LF65
- (539055) 2016 LR65
- (539056) 2016 LS65
- (539057) 2016 LT65
- (539058) 2016 LB66
- (539059) 2016 LG67
- (539060) 2016 LR67
- (539061) 2016 LQ68
- (539062) 2016 MQ
- (539063) 2016 MK1
- (539064) 2016 MP1
- (539065) 2016 MC2
- (539066) 2016 MG2
- (539067) 2016 MA3
- (539068) 2016 MV3
- (539069) 2016 MY3
- (539070) 2016 MR4
- (539071) 2016 NC2
- (539072) 2016 NC5
- (539073) 2016 NH5
- (539074) 2016 NQ5
- (539075) 2016 NJ8
- (539076) 2016 NS8
- (539077) 2016 NT8
- (539078) 2016 NK9
- (539079) 2016 NU10
- (539080) 2016 NW12
- (539081) 2016 NA13
- (539082) 2016 NF16
- (539083) 2016 NC17
- (539084) 2016 NH18
- (539085) 2016 NC21
- (539086) 2016 NH21
- (539087) 2016 NA24
- (539088) 2016 NW27
- (539089) 2016 NE31
- (539090) 2016 NA33
- (539091) 2016 NR34
- (539092) 2016 ND37
- (539093) 2016 NO37
- (539094) 2016 NG41
- (539095) 2016 NF42
- (539096) 2016 NA43
- (539097) 2016 NK45
- (539098) 2016 ND47
- (539099) 2016 NT48
- (539100) 2016 NX48
- (539101) 2016 NB49
- (539102) 2016 NA50
- (539103) 2016 NT50
- (539104) 2016 NK54
- (539105) 2016 NN54
- (539106) 2016 NC62
- (539107) 2016 NB64
- (539108) 2016 NG65
- (539109) 2016 NS65
- (539110) 2016 NV65
- (539111) 2016 NW65
- (539112) 2016 NZ65
- (539113) 2016 NJ66
- (539114) 2016 NN66
- (539115) 2016 NO66
- (539116) 2016 NQ66
- (539117) 2016 NR66
- (539118) 2016 NS66
- (539119) 2016 NT66
- (539120) 2016 NX66
- (539121) 2016 NY66
- (539122) 2016 NA67
- (539123) 2016 NB67
- (539124) 2016 NC67
- (539125) 2016 NE67
- (539126) 2016 NJ67
- (539127) 2016 NL67
- (539128) 2016 NO67
- (539129) 2016 NP67
- (539130) 2016 NQ67
- (539131) 2016 NR67
- (539132) 2016 NT67
- (539133) 2016 NY67
- (539134) 2016 NZ67
- (539135) 2016 NA68
- (539136) 2016 NB68
- (539137) 2016 NF68
- (539138) 2016 NG68
- (539139) 2016 NJ68
- (539140) 2016 NM68
- (539141) 2016 NQ68
- (539142) 2016 NR68
- (539143) 2016 NV68
- (539144) 2016 NY68
- (539145) 2016 NB69
- (539146) 2016 ND69
- (539147) 2016 NH69
- (539148) 2016 NL69
- (539149) 2016 NS69
- (539150) 2016 NT69
- (539151) 2016 NU69
- (539152) 2016 NV69
- (539153) 2016 NY69
- (539154) 2016 NZ69
- (539155) 2016 NA70
- (539156) 2016 NB70
- (539157) 2016 NE70
- (539158) 2016 NJ70
- (539159) 2016 NK70
- (539160) 2016 NL70
- (539161) 2016 NM70
- (539162) 2016 NP70
- (539163) 2016 NE71
- (539164) 2016 NZ71
- (539165) 2016 NG72
- (539166) 2016 NP72
- (539167) 2016 NQ72
- (539168) 2016 NT72
- (539169) 2016 NU72
- (539170) 2016 NX72
- (539171) 2016 NB73
- (539172) 2016 ND73
- (539173) 2016 NE73
- (539174) 2016 NG73
- (539175) 2016 NO73
- (539176) 2016 NR73
- (539177) 2016 NS73
- (539178) 2016 NV73
- (539179) 2016 NW73
- (539180) 2016 NY73
- (539181) 2016 NB74
- (539182) 2016 ND74
- (539183) 2016 NE74
- (539184) 2016 NF74
- (539185) 2016 NH74
- (539186) 2016 NL74
- (539187) 2016 NP74
- (539188) 2016 NR74
- (539189) 2016 NS74
- (539190) 2016 NT74
- (539191) 2016 NU74
- (539192) 2016 ND75
- (539193) 2016 NS75
- (539194) 2016 NH76
- (539195) 2016 NR78
- (539196) 2016 NB79
- (539197) 2016 NK80
- (539198) 2016 NW80
- (539199) 2016 NY80
- (539200) 2016 NB81
- (539201) 2016 NJ81
- (539202) 2016 NL81
- (539203) 2016 NO81
- (539204) 2016 NR81
- (539205) 2016 NE82
- (539206) 2016 NG82
- (539207) 2016 NQ82
- (539208) 2016 NV82
- (539209) 2016 NA83
- (539210) 2016 NK83
- (539211) 2016 NX83
- (539212) 2016 NA84
- (539213) 2016 NK84
- (539214) 2016 NM84
- (539215) 2016 NP84
- (539216) 2016 NR84
- (539217) 2016 NW84
- (539218) 2016 NH85
- (539219) 2016 NR87
- (539220) 2016 NT87
- (539221) 2016 NX87
- (539222) 2016 NQ88
- (539223) 2016 NK89
- (539224) 2016 NL90
- (539225) 2016 NM90
- (539226) 2016 NO90
- (539227) 2016 NP90
- (539228) 2016 NQ90
- (539229) 2016 NR90
- (539230) 2016 NS90
- (539231) 2016 OK2
- (539232) 2016 OQ4
- (539233) 2016 OZ5
- (539234) 2016 OP6
- (539235) 2016 OR6
- (539236) 2016 OA7
- (539237) 2016 OB7
- (539238) 2016 OH7
- (539239) 2016 OR7
- (539240) 2016 OL8
- (539241) 2016 PX3
- (539242) 2016 PV5
- (539243) 2016 PC7
- (539244) 2016 PP11
- (539245) 2016 PY11
- (539246) 2016 PE12
- (539247) 2016 PQ12
- (539248) 2016 PV12
- (539249) 2016 PB14
- (539250) 2016 PL24
- (539251) 2016 PB29
- (539252) 2016 PR30
- (539253) 2016 PK31
- (539254) 2016 PB36
- (539255) 2016 PS37
- (539256) 2016 PU37
- (539257) 2016 PJ50
- (539258) 2016 PJ51
- (539259) 2016 PR55
- (539260) 2016 PF68
- (539261) 2016 PD69
- (539262) 2016 PF71
- (539263) 2016 PJ72
- (539264) 2016 PG75
- (539265) 2016 PN77
- (539266) 2016 PP77
- (539267) 2016 PS77
- (539268) 2016 PV77
- (539269) 2016 PT78
- (539270) 2016 PB83
- (539271) 2016 PA84
- (539272) 2016 PB85
- (539273) 2016 PX85
- (539274) 2016 PC87
- (539275) 2016 PN87
- (539276) 2016 PY88
- (539277) 2016 PT89
- (539278) 2016 PW89
- (539279) 2016 PG90
- (539280) 2016 PP90
- (539281) 2016 PS90
- (539282) 2016 PT90
- (539283) 2016 PC91
- (539284) 2016 PJ91
- (539285) 2016 PK91
- (539286) 2016 PS91
- (539287) 2016 PY91
- (539288) 2016 PZ91
- (539289) 2016 PC92
- (539290) 2016 PD92
- (539291) 2016 PE92
- (539292) 2016 PJ92
- (539293) 2016 PL92
- (539294) 2016 PM92
- (539295) 2016 PO92
- (539296) 2016 PP92
- (539297) 2016 PR92
- (539298) 2016 PS92
- (539299) 2016 PT92
- (539300) 2016 PV92
- (539301) 2016 PL93
- (539302) 2016 PO93
- (539303) 2016 PR93
- (539304) 2016 PS93
- (539305) 2016 PA94
- (539306) 2016 PB94
- (539307) 2016 PQ94
- (539308) 2016 PS94
- (539309) 2016 PT94
- (539310) 2016 PV94
- (539311) 2016 PC95
- (539312) 2016 PD95
- (539313) 2016 PF95
- (539314) 2016 PG95
- (539315) 2016 PJ95
- (539316) 2016 PK95
- (539317) 2016 PL95
- (539318) 2016 PM95
- (539319) 2016 PO95
- (539320) 2016 PQ95
- (539321) 2016 PX95
- (539322) 2016 PY95
- (539323) 2016 PB96
- (539324) 2016 PE96
- (539325) 2016 PH96
- (539326) 2016 PJ96
- (539327) 2016 PK96
- (539328) 2016 PM96
- (539329) 2016 PO96
- (539330) 2016 PQ96
- (539331) 2016 PD97
- (539332) 2016 PG97
- (539333) 2016 PU97
- (539334) 2016 PW97
- (539335) 2016 PY97
- (539336) 2016 PL98
- (539337) 2016 PO98
- (539338) 2016 PV98
- (539339) 2016 PM99
- (539340) 2016 PN99
- (539341) 2016 PV99
- (539342) 2016 PW99
- (539343) 2016 PX99
- (539344) 2016 PY99
- (539345) 2016 PD100
- (539346) 2016 PJ100
- (539347) 2016 PM100
- (539348) 2016 PN100
- (539349) 2016 PR100
- (539350) 2016 PS100
- (539351) 2016 PT100
- (539352) 2016 PU100
- (539353) 2016 PW100
- (539354) 2016 PZ100
- (539355) 2016 PC101
- (539356) 2016 PD101
- (539357) 2016 PL101
- (539358) 2016 PM101
- (539359) 2016 PN101
- (539360) 2016 PP101
- (539361) 2016 PU101
- (539362) 2016 PY101
- (539363) 2016 PC102
- (539364) 2016 PG102
- (539365) 2016 PH102
- (539366) 2016 PK102
- (539367) 2016 PL102
- (539368) 2016 PP102
- (539369) 2016 PQ102
- (539370) 2016 PT102
- (539371) 2016 PU102
- (539372) 2016 PW102
- (539373) 2016 PX102
- (539374) 2016 PZ102
- (539375) 2016 PB103
- (539376) 2016 PH103
- (539377) 2016 PK103
- (539378) 2016 PL103
- (539379) 2016 PQ103
- (539380) 2016 PR103
- (539381) 2016 PD104
- (539382) 2016 PX105
- (539383) 2016 PC106
- (539384) 2016 PD106
- (539385) 2016 PF106
- (539386) 2016 PQ106
- (539387) 2016 PX106
- (539388) 2016 PA107
- (539389) 2016 PC110
- (539390) 2016 PN110
- (539391) 2016 PO110
- (539392) 2016 PV110
- (539393) 2016 PB111
- (539394) 2016 PK111
- (539395) 2016 PN111
- (539396) 2016 PV111
- (539397) 2016 PB112
- (539398) 2016 PT113
- (539399) 2016 PU113
- (539400) 2016 PA114
- (539401) 2016 PJ114
- (539402) 2016 PL114
- (539403) 2016 PA115
- (539404) 2016 PG116
- (539405) 2016 PC117
- (539406) 2016 PG117
- (539407) 2016 PK117
- (539408) 2016 PZ117
- (539409) 2016 PG118
- (539410) 2016 PP120
- (539411) 2016 PU120
- (539412) 2016 PX120
- (539413) 2016 PC121
- (539414) 2016 PD121
- (539415) 2016 PH122
- (539416) 2016 PV122
- (539417) 2016 PZ122
- (539418) 2016 PA123
- (539419) 2016 PK123
- (539420) 2016 PP123
- (539421) 2016 PT123
- (539422) 2016 PA124
- (539423) 2016 PJ124
- (539424) 2016 PN124
- (539425) 2016 PT124
- (539426) 2016 PU124
- (539427) 2016 PE125
- (539428) 2016 PM125
- (539429) 2016 PS125
- (539430) 2016 PG126
- (539431) 2016 PM126
- (539432) 2016 PV126
- (539433) 2016 PC127
- (539434) 2016 PR127
- (539435) 2016 PS127
- (539436) 2016 PU127
- (539437) 2016 PD128
- (539438) 2016 PH128
- (539439) 2016 QG4
- (539440) 2016 QR4
- (539441) 2016 QA5
- (539442) 2016 QC5
- (539443) 2016 QA6
- (539444) 2016 QK7
- (539445) 2016 QX8
- (539446) 2016 QG9
- (539447) 2016 QS9
- (539448) 2016 QX9
- (539449) 2016 QU11
- (539450) 2016 QV13
- (539451) 2016 QY14
- (539452) 2016 QE16
- (539453) 2016 QG19
- (539454) 2016 QP19
- (539455) 2016 QS19
- (539456) 2016 QZ19
- (539457) 2016 QK22
- (539458) 2016 QN26
- (539459) 2016 QK27
- (539460) 2016 QR27
- (539461) 2016 QD31
- (539462) 2016 QG32
- (539463) 2016 QX35
- (539464) 2016 QF37
- (539465) 2016 QX39
- (539466) 2016 QQ41
- (539467) 2016 QA42
- (539468) 2016 QS42
- (539469) 2016 QT46
- (539470) 2016 QC47
- (539471) 2016 QF47
- (539472) 2016 QA50
- (539473) 2016 QU50
- (539474) 2016 QC51
- (539475) 2016 QG55
- (539476) 2016 QS55
- (539477) 2016 QX56
- (539478) 2016 QL57
- (539479) 2016 QS57
- (539480) 2016 QL58
- (539481) 2016 QY64
- (539482) 2016 QT65
- (539483) 2016 QP66
- (539484) 2016 QL68
- (539485) 2016 QL72
- (539486) 2016 QS72
- (539487) 2016 QX72
- (539488) 2016 QD73
- (539489) 2016 QV75
- (539490) 2016 QX75
- (539491) 2016 QG76
- (539492) 2016 QL77
- (539493) 2016 QK79
- (539494) 2016 QM79
- (539495) 2016 QQ82
- (539496) 2016 QK84
- (539497) 2016 QK85
- (539498) 2016 QH86
- (539499) 2016 QT87
- (539500) 2016 QW87
- (539501) 2016 QL88
- (539502) 2016 QU88
- (539503) 2016 QW88
- (539504) 2016 QY88
- (539505) 2016 QA89
- (539506) 2016 QB89
- (539507) 2016 QD89
- (539508) 2016 QE89
- (539509) 2016 QH89
- (539510) 2016 QN89
- (539511) 2016 QA90
- (539512) 2016 QD90
- (539513) 2016 QG90
- (539514) 2016 QJ90
- (539515) 2016 QO90
- (539516) 2016 QL91
- (539517) 2016 QQ91
- (539518) 2016 QX91
- (539519) 2016 QY91
- (539520) 2016 QJ92
- (539521) 2016 QK92
- (539522) 2016 QM92
- (539523) 2016 QN92
- (539524) 2016 QQ92
- (539525) 2016 QV92
- (539526) 2016 QY92
- (539527) 2016 QG94
- (539528) 2016 QU94
- (539529) 2016 QX94
- (539530) 2016 QY94
- (539531) 2016 QB95
- (539532) 2016 RY1
- (539533) 2016 RY3
- (539534) 2016 RA5
- (539535) 2016 RQ6
- (539536) 2016 RF7
- (539537) 2016 RV8
- (539538) 2016 RL9
- (539539) 2016 RZ9
- (539540) 2016 RN11
- (539541) 2016 RE13
- (539542) 2016 RH14
- (539543) 2016 RA21
- (539544) 2016 RG22
- (539545) 2016 RL22
- (539546) 2016 RD25
- (539547) 2016 RK25
- (539548) 2016 RW25
- (539549) 2016 RZ25
- (539550) 2016 RH26
- (539551) 2016 RR26
- (539552) 2016 RK27
- (539553) 2016 RJ28
- (539554) 2016 RQ30
- (539555) 2016 RZ32
- (539556) 2016 RN33
- (539557) 2016 RV34
- (539558) 2016 RK35
- (539559) 2016 RR37
- (539560) 2016 RV37
- (539561) 2016 RW39
- (539562) 2016 RM44
- (539563) 2016 RH45
- (539564) 2016 RM45
- (539565) 2016 RO45
- (539566) 2016 RU45
- (539567) 2016 RV45
- (539568) 2016 RX45
- (539569) 2016 RA46
- (539570) 2016 RM46
- (539571) 2016 RT46
- (539572) 2016 RY46
- (539573) 2016 RZ46
- (539574) 2016 RA47
- (539575) 2016 RB47
- (539576) 2016 RE47
- (539577) 2016 RZ47
- (539578) 2016 RJ48
- (539579) 2016 RL49
- (539580) 2016 RS49
- (539581) 2016 RV49
- (539582) 2016 RC50
- (539583) 2016 RJ50
- (539584) 2016 SM4
- (539585) 2016 SU4
- (539586) 2016 SW4
- (539587) 2016 SZ4
- (539588) 2016 SX5
- (539589) 2016 SJ7
- (539590) 2016 SD8
- (539591) 2016 SH9
- (539592) 2016 SU10
- (539593) 2016 ST11
- (539594) 2016 SV14
- (539595) 2016 SJ15
- (539596) 2016 SO21
- (539597) 2016 SP21
- (539598) 2016 SC24
- (539599) 2016 SG25
- (539600) 2016 SO25
- (539601) 2016 SS25
- (539602) 2016 SD26
- (539603) 2016 SF28
- (539604) 2016 SV28
- (539605) 2016 SR29
- (539606) 2016 SS31
- (539607) 2016 SO33
- (539608) 2016 SY34
- (539609) 2016 SZ34
- (539610) 2016 SR38
- (539611) 2016 SG40
- (539612) 2016 SK40
- (539613) 2016 SZ40
- (539614) 2016 SB41
- (539615) 2016 SM41
- (539616) 2016 SA42
- (539617) 2016 SS42
- (539618) 2016 SB44
- (539619) 2016 SG44
- (539620) 2016 SA46
- (539621) 2016 SB46
- (539622) 2016 SC48
- (539623) 2016 SV48
- (539624) 2016 SC49
- (539625) 2016 SG49
- (539626) 2016 SM49
- (539627) 2016 SS49
- (539628) 2016 ST49
- (539629) 2016 SA50
- (539630) 2016 SC50
- (539631) 2016 SE50
- (539632) 2016 SL50
- (539633) 2016 SN50
- (539634) 2016 SO50
- (539635) 2016 SR50
- (539636) 2016 ST50
- (539637) 2016 SX50
- (539638) 2016 SY50
- (539639) 2016 SC51
- (539640) 2016 SD51
- (539641) 2016 SE51
- (539642) 2016 SF51
- (539643) 2016 SG51
- (539644) 2016 SH51
- (539645) 2016 SJ51
- (539646) 2016 SN51
- (539647) 2016 SR51
- (539648) 2016 ST51
- (539649) 2016 SF54
- (539650) 2016 SQ54
- (539651) 2016 SE59
- (539652) 2016 TW
- (539653) 2016 TT2
- (539654) 2016 TC4
- (539655) 2016 TF4
- (539656) 2016 TL4
- (539657) 2016 TO4
- (539658) 2016 TQ4
- (539659) 2016 TD6
- (539660) 2016 TW11
- (539661) 2016 TQ12
- (539662) 2016 TB16
- (539663) 2016 TT22
- (539664) 2016 TS25
- (539665) 2016 TJ26
- (539666) 2016 TX27
- (539667) 2016 TL29
- (539668) 2016 TW30
- (539669) 2016 TM34
- (539670) 2016 TU34
- (539671) 2016 TW34
- (539672) 2016 TE35
- (539673) 2016 TO40
- (539674) 2016 TN42
- (539675) 2016 TQ42
- (539676) 2016 TM43
- (539677) 2016 TP45
- (539678) 2016 TZ46
- (539679) 2016 TL47
- (539680) 2016 TE53
- (539681) 2016 TE61
- (539682) 2016 TN63
- (539683) 2016 TB66
- (539684) 2016 TJ66
- (539685) 2016 TG70
- (539686) 2016 TK70
- (539687) 2016 TZ72
- (539688) 2016 TE75
- (539689) 2016 TF75
- (539690) 2016 TZ75
- (539691) 2016 TJ78
- (539692) 2016 TD79
- (539693) 2016 TB86
- (539694) 2016 TE93
- (539695) 2016 TS96
- (539696) 2016 TT96
- (539697) 2016 TB97
- (539698) 2016 TL97
- (539699) 2016 TN97
- (539700) 2016 TT97
- (539701) 2016 TL98
- (539702) 2016 TR98
- (539703) 2016 TX98
- (539704) 2016 TB100
- (539705) 2016 TM100
- (539706) 2016 TN100
- (539707) 2016 UM
- (539708) 2016 UV
- (539709) 2016 UN1
- (539710) 2016 UT2
- (539711) 2016 UL3
- (539712) 2016 UO11
- (539713) 2016 UP11
- (539714) 2016 UW11
- (539715) 2016 UK12
- (539716) 2016 UF14
- (539717) 2016 UN14
- (539718) 2016 UK23
- (539719) 2016 UR29
- (539720) 2016 US30
- (539721) 2016 UD35
- (539722) 2016 UW37
- (539723) 2016 UA38
- (539724) 2016 UL38
- (539725) 2016 UP38
- (539726) 2016 UK39
- (539727) 2016 UU44
- (539728) 2016 UV49
- (539729) 2016 UB50
- (539730) 2016 UC52
- (539731) 2016 UN58
- (539732) 2016 UK59
- (539733) 2016 UC60
- (539734) 2016 UY61
- (539735) 2016 UH63
- (539736) 2016 UK64
- (539737) 2016 US64
- (539738) 2016 UN68
- (539739) 2016 UT68
- (539740) 2016 UP69
- (539741) 2016 UR69
- (539742) 2016 UQ70
- (539743) 2016 UK72
- (539744) 2016 UX73
- (539745) 2016 UK78
- (539746) 2016 UD80
- (539747) 2016 UQ81
- (539748) 2016 US81
- (539749) 2016 UP85
- (539750) 2016 UH86
- (539751) 2016 UU86
- (539752) 2016 UK89
- (539753) 2016 UL89
- (539754) 2016 UY93
- (539755) 2016 UH95
- (539756) 2016 UB96
- (539757) 2016 UK96
- (539758) 2016 UN102
- (539759) 2016 UO107
- (539760) 2016 UO116
- (539761) 2016 UK128
- (539762) 2016 UO135
- (539763) 2016 UV135
- (539764) 2016 UU136
- (539765) 2016 UM141
- (539766) 2016 UZ142
- (539767) 2016 UF148
- (539768) 2016 UT148
- (539769) 2016 UY148
- (539770) 2016 VL12
- (539771) 2016 VM19
- (539772) 2016 WG4
- (539773) 2016 WR4
- (539774) 2016 WQ10
- (539775) 2016 WY10
- (539776) 2016 WL12
- (539777) 2016 WN18
- (539778) 2016 WO20
- (539779) 2016 WD21
- (539780) 2016 WF24
- (539781) 2016 WL24
- (539782) 2016 WC42
- (539783) 2016 WH46
- (539784) 2016 WU51
- (539785) 2016 WT52
- (539786) 2016 WT55
- (539787) 2016 WG56
- (539788) 2016 WD57
- (539789) 2016 XT20
- (539790) 2016 YP9
- (539791) 2016 YH11
- (539792) 2017 AX2
- (539793) 2017 AP21
- (539794) 2017 BK29
- (539795) 2017 BT29
- (539796) 2017 BB56
- (539797) 2017 BG60
- (539798) 2017 BD93
- (539799) 2017 BP136
- (539800) 2017 CD
- (539801) 2017 CL
- (539802) 2017 CB1
- (539803) 2017 CE3
- (539804) 2017 CQ4
- (539805) 2017 CG5
- (539806) 2017 CR16
- (539807) 2017 CS28
- (539808) 2017 CS31
- (539809) 2017 CF33
- (539810) 2017 CO35
- (539811) 2017 DQ
- (539812) 2017 DZ1
- (539813) 2017 DY3
- (539814) 2017 DW4
- (539815) 2017 DY6
- (539816) 2017 DH7
- (539817) 2017 DN11
- (539818) 2017 DR14
- (539819) 2017 DB15
- (539820) 2017 DE15
- (539821) 2017 DY18
- (539822) 2017 DR24
- (539823) 2017 DM25
- (539824) 2017 DZ29
- (539825) 2017 DC37
- (539826) 2017 DD37
- (539827) 2017 DN37
- (539828) 2017 DY38
- (539829) 2017 DZ38
- (539830) 2017 DS44
- (539831) 2017 DH62
- (539832) 2017 DO64
- (539833) 2017 DR74
- (539834) 2017 DJ78
- (539835) 2017 DR78
- (539836) 2017 DH80
- (539837) 2017 DS82
- (539838) 2017 DW82
- (539839) 2017 DH84
- (539840) 2017 DU85
- (539841) 2017 DA86
- (539842) 2017 DJ87
- (539843) 2017 DH88
- (539844) 2017 DU88
- (539845) 2017 DO91
- (539846) 2017 DR95
- (539847) 2017 DE103
- (539848) 2017 DG104
- (539849) 2017 DO105
- (539850) 2017 DR107
- (539851) 2017 DP116
- (539852) 2017 DA123
- (539853) 2017 EP
- (539854) 2017 EL1
- (539855) 2017 EN1
- (539856) 2017 EV2
- (539857) 2017 EO3
- (539858) 2017 EY3
- (539859) 2017 EF11
- (539860) 2017 EH14
- (539861) 2017 EP14
- (539862) 2017 EN17
- (539863) 2017 EY24
- (539864) 2017 FA
- (539865) 2017 FC
- (539866) 2017 FD
- (539867) 2017 FL
- (539868) 2017 FT1
- (539869) 2017 FX1
- (539870) 2017 FG2
- (539871) 2017 FL2
- (539872) 2017 FV8
- (539873) 2017 FA24
- (539874) 2017 FU24
- (539875) 2017 FQ25
- (539876) 2017 FV25
- (539877) 2017 FQ29
- (539878) 2017 FP31
- (539879) 2017 FF32
- (539880) 2017 FO35
- (539881) 2017 FG39
- (539882) 2017 FN40
- (539883) 2017 FM41
- (539884) 2017 FE42
- (539885) 2017 FF42
- (539886) 2017 FM47
- (539887) 2017 FZ50
- (539888) 2017 FP59
- (539889) 2017 FW59
- (539890) 2017 FG64
- (539891) 2017 FJ65
- (539892) 2017 FG70
- (539893) 2017 FD76
- (539894) 2017 FY76
- (539895) 2017 FS78
- (539896) 2017 FY78
- (539897) 2017 FA79
- (539898) 2017 FR88
- (539899) 2017 FE91
- (539900) 2017 FP92
- (539901) 2017 FX94
- (539902) 2017 FZ100
- (539903) 2017 FD102
- (539904) 2017 FT103
- (539905) 2017 FT106
- (539906) 2017 FX106
- (539907) 2017 FQ108
- (539908) 2017 FF109
- (539909) 2017 FE112
- (539910) 2017 FY112
- (539911) 2017 FU115
- (539912) 2017 FV117
- (539913) 2017 FN120
- (539914) 2017 FH125
- (539915) 2017 FF127
- (539916) 2017 FS127
- (539917) 2017 FW127
- (539918) 2017 FC128
- (539919) 2017 FX128
- (539920) 2017 FA131
- (539921) 2017 FW157
- (539922) 2017 FA160
- (539923) 2017 FX161
- (539924) 2017 GE
- (539925) 2017 GF4
- (539926) 2017 GD5
- (539927) 2017 GV5
- (539928) 2017 GE6
- (539929) 2017 GB7
- (539930) 2017 GP7
- (539931) 2017 GQ7
- (539932) 2017 GS7
- (539933) 2017 GG9
- (539934) 2017 GH9
- (539935) 2017 GR9
- (539936) 2017 GB10
- (539937) 2017 HL
- (539938) 2017 HR
- (539939) 2017 HP1
- (539940) 2017 HW1
- (539941) 2017 HX1
- (539942) 2017 HO2
- (539943) 2017 HA3
- (539944) 2017 HF3
- (539945) 2017 HK4
- (539946) 2017 HB5
- (539947) 2017 HP5
- (539948) 2017 HA8
- (539949) 2017 HB8
- (539950) 2017 HR8
- (539951) 2017 HZ10
- (539952) 2017 HD12
- (539953) 2017 HM12
- (539954) 2017 HN12
- (539955) 2017 HG13
- (539956) 2017 HS14
- (539957) 2017 HZ14
- (539958) 2017 HT20
- (539959) 2017 HL22
- (539960) 2017 HF25
- (539961) 2017 HY31
- (539962) 2017 HW35
- (539963) 2017 HS40
- (539964) 2017 HZ40
- (539965) 2017 HM46
- (539966) 2017 HQ48
- (539967) 2017 HO50
- (539968) 2017 HM61
- (539969) 2017 HT62
- (539970) 2017 JR
- (539971) 2017 JW
- (539972) 2017 JE1
- (539973) 2017 JF1
- (539974) 2017 JJ1
- (539975) 2017 JL1
- (539976) 2017 JN1
- (539977) 2017 JC2
- (539978) 2017 JF2
- (539979) 2017 JG2
- (539980) 2017 JY2
- (539981) 2017 JJ3
- (539982) 2017 JK3
- (539983) 2017 JX3
- (539984) 2017 JL4
- (539985) 2017 JH6
- (539986) 2017 KA
- (539987) 2017 KC
- (539988) 2017 KM
- (539989) 2017 KT
- (539990) 2017 KC2
- (539991) 2017 KN2
- (539992) 2017 KP2
- (539993) 2017 KR2
- (539994) 2017 KZ3
- (539995) 2017 KO5
- (539996) 2017 KJ10
- (539997) 2017 KU11
- (539998) 2017 KV11
- (539999) 2017 KJ12
- (540000) 2017 KN12